# 海倫戰鬥
海倫戰鬥發生於1932年7月27日－29日，地點則是在中國黑龍江海倫一帶。是抗日戰爭初期的主要戰鬥之一，交戰一方為守軍之國民革命軍馬占山部，另一方則為日軍。兩軍激烈交戰三日後，雖立即停火，但自此，黑龍江南部經常發生兩軍交戰情形。